# Roger Corman
Roger William Corman (Detroit (Michigan), 5 april 1926 – Santa Monica (Californië), 9 mei 2024) was een Amerikaans regisseur en filmproducent.

## Inleiding
Corman wordt wel de koning van de B-film genoemd, omdat hij een specialist was in het maken van goedkope, snel gemaakte en zeer succesvolle kitscherige films. Hoewel hij bij deze films nooit de beschikking had over een groot budget of over geavanceerde technische middelen, is dat aan de vormgeving of kwaliteit niet af te zien: Corman wordt gezien als een genie in het bedenken van goedkope, maar uiterst effectieve decors en speciale effecten.
Corman staat er ook om bekend dat hij al zijn films met eigen financiën produceerde en dat hij altijd alles opnam in zijn eigen filmstudio. Deze volledig onafhankelijke manier van werken heeft als voordeel dat hij nooit tijdrovende onderhandelingen met grote filmmaatschappijen hoefde te doen, met als gevolg dat hij, met een gemiddelde van 9 films per jaar, de meest productieve producent uit de jaren 50 en 60 werd. In deze periode maakte hij ook The Little Shop of Horrors, een film die is gemaakt in slechts twee dagen en daarmee het wereldrecord snelst gemaakte film draagt. De meeste films van Corman behoren tot het horrorgenre, maar daarnaast heeft hij ook talloze andere genres beoefend.

## Ontdekker
Corman dankte zijn grootste bekendheid niet aan het maken van zijn eigen films, maar aan het ontdekken van jong talent. De studio's van Corman waren, vanwege hun hoge productiviteit, een grote kweekvijver voor beginnende acteurs en regisseurs, die allen door Corman geselecteerd en opgeleid werden. Zo zijn grote regisseurs als Francis Ford Coppola, Martin Scorsese, Brian De Palma, James Cameron, Joe Dante, John Landis en Ron Howard hun carrière in de studio's van Corman begonnen. Filmsterren als Jack Nicholson, Robert De Niro en Dennis Hopper hebben hun acteercarrière ook aan Corman te danken.
Door het opleiden en helpen van jonge talenten heeft Corman een grote bijdrage aan de Amerikaanse filmindustrie geleverd.
Corman heeft ook een aantal van de door hem geproduceerde films zelf geregisseerd. Het meest beroemd werd hij om een reeks duistere horrorfilms die zich afspeelden in de 19e eeuw. Deze films hadden de beroemde acteur Vincent Price in de hoofdrol en waren alle gebaseerd op de verhalen van Edgar Allan Poe.
Veel van Cormans films genieten een cultstatus.
Corman overleed op 9 mei 2024 op 98-jarige leeftijd.

## Filmografie
- 1955: Five Guns West
- 1955: Swamp Women
- 1955: Apache Woman
- 1955: Day the World Ended
- 1956: The Oklahoma Woman
- 1956: Gunslinger
- 1956: It Conquered the World
- 1957: Naked Paradise
- 1957: Carnival Rock
- 1957: Not of This Earth
- 1957: Attack of the Crab Monsters
- 1957: The Undead
- 1957: Rock All Night
- 1957: Teenage Doll
- 1957: Sorority Girl
- 1957: The Saga of the Viking Women and Their Voyage to the Waters of the Great Sea Serpent
- 1958: I Mobster
- 1958: War of the Satellites
- 1958: Machine-Gun Kelly
- 1958: Teenage Cave Man
- 1957: She Gods of Shark Reef
- 1959: A Bucket of Blood
- 1959: The Wasp Woman
- 1960: Ski Troop Attack
- 1960: House of Usher
- 1960: The Little Shop of Horrors
- 1960: Last Woman on Earth
- 1960: Atlas
- 1961: Creature from the Haunted Sea
- 1961: The Pit and the Pendulum
- 1962: The Premature Burial
- 1962: The Intruder
- 1962: Tales of Terror
- 1962: Tower of London
- 1963: The Young Racers
- 1963: The Raven
- 1963: The Terror
- 1963: The Haunted Palace
- 1963: X: The Man with the X-ray Eyes
- 1964: The Masque of the Red Death
- 1964: The Secret Invasion
- 1964: The Tomb of Ligeia
- 1966: The Wild Angels
- 1967: The St. Valentine's Day Massacre
- 1967: The Trip
- 1969: Target: Harry
- 1970: Bloody Mama
- 1971: Gas-s-s-s
- 1971: Von Richthofen and Brown
- 1990: Frankenstein Unbound'